# Танчо Стоянов
Танчо Василев Стоянов е български офицер, учен и учител.

## Биография
Роден е с. Стрелча, Панагюрско, на 4 декември 1923 г. Основно образование завършва в родното си село (1938), а средно – в гр. Копривщица (1943). Като ученик е член на РМС.
От есента на 1943 г. е войник в IX- и Пехотен полк (Пловдив). Изпратен е в школа за запасни офицери. Не е произведен в звание кандидат-подофицер поради левите му политически убеждения. Участва във Войната срещу Германия. За боевете при Стражин, Куманово и Страцин е награден с 2 ордена „За храброст“.
След завръщане от фронта учи специалност „Лесовъдство“. През октомври 1945 г. постъпва като офицер в политотдела на 2-ра армия, а от есента на 1947 г. е на строева служба в 9-и пехотен полк. Слушател във Военна академия „Георги Раковски“. След нейното завършване в края на 1950 г. е назначен за преподавател във Военното училище по „Тактика на тила“.
Съкратен от армията, през 1959 г. започва да работи в системата на народната просвета. От ноември 1959 до 1 септември 1962 г. е директор на СПТУ „Максим Горки“ (1959 – 1962), инспектор в отдел „Народна просвета“ при СГНС. От 1966 г. е директор на Икономическия техникум „Фридрих Енгелс“ в София. Успешно развива преподавателската и административна дейност. За първи път в образованието въвежда информатиката и компютризацията в учебния процес.
Занимава се с краеведчески изследвания на родното си място.
Награден е с орден „Кирил и Методий“ I ст., звание „Заслужил учител“ и звание „Народен учител“ (1985).